# Страделла
Страделла (італ. Stradella) — муніципалітет в Італії, у регіоні Ломбардія, провінція Павія.
Страделла розташована на відстані близько 440 км на північний захід від Рима, 45 км на південь від Мілана, 17 км на південний схід від Павії.
Населення — 11 656 осіб (2014).

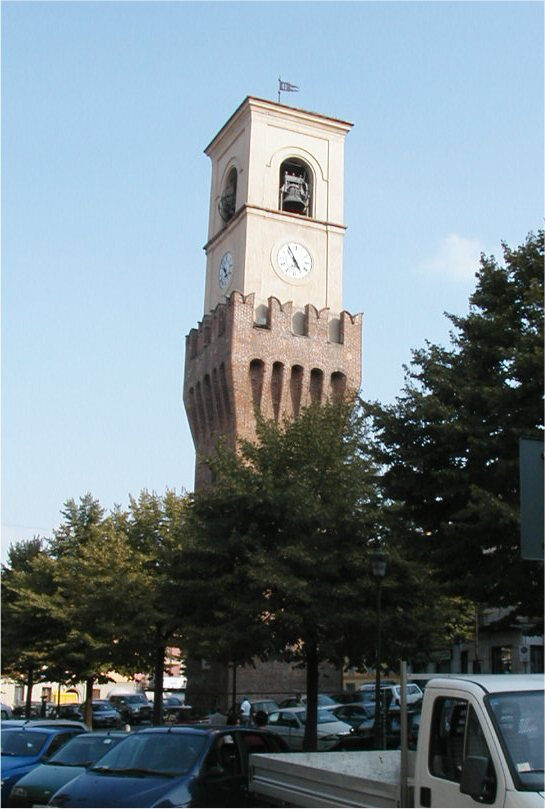

Щорічний фестиваль відбувається 12 липня. Покровитель — SS. Nabore e Felice.

## Демографія
Населення за роками:

Станом на 1 січня 2023 року в муніципалітеті офіційно проживав 1821 іноземець з 57 країн, серед них 621 громадянин країн Євросоюзу та 91 громадянин України.

## Сусідні муніципалітети
- Арена-По
- Броні
- Каннето-Павезе
- Монту-Беккарія
- Портальбера
- Сан-Чипріано-По
- Спесса
- Ценевредо
- Бельджоїозо